# 584e bataillon de marche du train
Le 584e bataillon de marche du train (584e BMT, parfois 584e BT), créé comme 228e bataillon d'infanterie (228e BI), est une unité militaire française qui a participé à la guerre d'Algérie.

## Création
Le 228e bataillon d'infanterie est créé en mai 1956. Il est constitué de 700 rappelés de l'Eure et de l'Eure-et-Loir encadrés par des officiers du train. Le bataillon doit rejoindre Marseille depuis Dreux par voie ferrée. Le 18 mai, les soldats refusent d'embarquer comme prévu à 20 h 10. Après un passage par les deux cafés de la gare, ils vandalisent la gare de Dreux, notamment les toilettes, la lampisterie, le contrôle des billets, le bureau du chef de gare et la verrière. Une distribution de vin en grande quantité aurait aidé au désordre. Les six officiers d'active du régiment, aidés par les gardes mobiles, font monter de force les appelés dans leur train qui part à 22 h 10. Le long du trajet des incidents ont lieu à la gare de Valenton, à la gare de Lyon-Brotteaux ou celle de Pons-Rhône. Les appelés montent dans le Ville d'Oran encadrés par les CRS. Après son arrivée en Algérie, il est envoyé à Tizi Ouzou puis devant son indiscipline est finalement transféré à Bordj de l'Agha (Oued Chaïr) et Aïn Rich. En juillet 1956, il est renforcé d'un contingent du 1er régiment du train. Le bataillon a une double mission : il est à la fois unité de secteur et au service du commandement opérationnel du sud Algérois, (20e division d'infanterie).
Le bataillon est organisé avec une compagnie de commandement d'appui et de soutien (CCAS) et quatre compagnies d'infanterie. Fin octobre 1956, moins de la moitié du matériel du bataillon est en service, l'unité comptant 444 combattants sur un effectif prévu de 689. En novembre, le commandant Jean Pouget devient chef de corps du bataillon et « transforme un bataillon d'appelés en une unité d'élite » d'après le mot du général Coche, commandant le train en Algérie. D'après des témoignages, des prisonniers ont été torturés par le commandant Pouget, qui avoue en 1981 avoir mené de tels interrogatoires.
Le 7 novembre, le bataillon est engagé dans l'opération qui mène à la mort d'Achour Ziane, chef du MNA au Sahara. Il devient 584e bataillon de marche du train en décembre 1956, alors que les rappelés sont remplacés par de nouveaux appelés. Le bataillon garde sa mission d'infanterie auxiliaire. Le 28 février 1957, il participe avec succès aux combats du Djebel Amour, au côté du 1er régiment étranger de cavalerie. À cette époque, le bataillon regroupe 1 200 hommes répartis dans une CCAS avec peloton blindé et éléments de transport, quatre compagnies de combat et une harka. Les 15-16 mai 1957, le bataillon mène avec le même régiment et le 226e bataillon d'infanterie une opération contre une unité du FLN à Djebel Messaad qui se solde par la destruction des indépendantistes.
Le 28 mars 1959, sous les ordres du commandant Vaisse, il participe à l'opération qui voit la mort des colonels Amirouche Aït Hamouda et Si El Haouès,. En 1961, le bataillon rejoint Alger. En 2002, un ancien appelé du bataillon témoigne des tortures qui, selon lui, avaient lieu à la villa Sésini.
Il retourne en France en 1962, il est dissout à Sissone pour former la 258e compagnie de circulation routière.
Le bataillon perd deux officiers et 31-32 sous-officiers et soldats pendant la guerre,.

## Insigne et uniforme
L'insigne du bataillon représente une gerboise et une roue dentée. Le bataillon se distingue des autres unités par le port d'un béret kaki.

## Personnalités ayant servi au bataillon

### 228eBI
- Alban Liechti, soldat du refus[15]

### 584eBMT
- Jean Billard, syndicaliste[16]

## Témoignages et liens externes
- Le commandant Pouget raconte son expérience de chef de bataillon dans le livre Bataillon R.A.S., Algérie, Paris, Presses de la Cité, 1981, 381 p. (ISBN 2-258-00955-3 et 978-2-258-00955-4, OCLC 8499769, lire en ligne), se nommant sous le pseudonyme de commandant Jean Marie.
- Jean Billard, Lettres d'Algérie : journal d'un appelé, 1957-1958, Chamalières, Canope, 1998, 157 p. (ISBN 2-906320-36-6 et 978-2-906320-36-9, OCLC 44579181, lire en ligne)
- Augagneur, Yves., Le temps de nos vingt ans, Montluçon, Vue de face, impr. 2006, 64 p. (ISBN 2-9525295-1-5 et 978-2-9525295-1-8, OCLC 470067022)
- « Amicale des anciens du 584ème BT cantonné dans la région de Bou-Saada de 1956 à 1962 - Bordj el Agha, Ben S'Rour, Aïn Rich, Aïn Mellah, Bou-Mellal, Alger puis retour en métropole, Sissonne (Aisne). Dissolution du bataillon, création de la CCR-258 implantée à Laon (Aisne) », sur j.wilfart.free.fr
- Blog d'un appelé du 584e BMT : Ecomard Armand, « C.- Les Au revoir ! et Destination Inconnue », sur Le blog de aecobois (consulté le 17 juin 2020)
- « Images de TENES : 584eme BT », sur tenes.info (consulté le 17 juin 2020)
- « MémorialGenWeb Recherche par unité : 584e BT », sur www.memorialgenweb.org (consulté le 17 juin 2020)